# TRAIL-R1
TRAIL-R1 (DR5/ TNFSF10A) est une protéine transmembranaire appartenant à la famille du récepteur du TNF. Comme son homologue TRAIL-R2, Celle-ci peut déclencher la mort par apoptose, via la voie extrinsèque, à la suite de la liaison de son ligand TRAIL. Son gène est le TNFRSF10A situé sur le chromosome 8 humain.

## Structure
TRAIL-R1 est une protéines de 468 acides aminés pour un poids moléculaire théorique de 50 kDa. C'est une protéine transmembranaire de type 1, cʼest à dire une protéine traversant une seule fois la membrane plasmique et dont lʼextrémité N-terminale est positionnée à lʼextérieur de la cellule. Ce récepteur possède deux domaines riches en cystéines (CRD) localisés sur la partie extracellulaire de la protéine et responsables de la liaison des récepteurs au ligand. Ce récepteur est également composé d'un domaine de mort (DD) en C teminal, dans sa partie intracellulaire. Celui-ci permet la transmission du signal de mort par le recrutement de la protéine FADD.

## Modifications post-traductionnelles
TRAIL-R1 possède une cystéine pouvant être palmitoylé, lui permettant de migrer dans des microdomaines membranaires très organisés (radeaux lipidiques) et dʼinduire un signal apoptotique de meilleure qualité,. TRAIL-R1 peut également être glycosylés, ce qui a pour effet de favoriser sa multimérisation et la transmission du signal apoptotique.

## Mécanisme
Les mécanismes de transmission du signal par TRAIL-R1 n'ont pas été décrit, cependant c'est le cas pour TRAIL-R2, un homologue très proche. TRAIL-R2 forme rapidement un dimère puis sʼassocie à un troisième monomère de manière asymétrique pour former un trimère. La ﬁxation de TRAIL induit un changement conformationnel du trimère en une conﬁguration parfaitement symétrique, ce qui permet le recrutement de FADD et la formation du complexe DISC (Death-Inducing Signaling Complex). Cette interaction sans ligand peut se faire de manière homo- ou hétérotypique entre TRAIL-R1 et TRAIL-R2.

## Fonction
La fonction de TRAIL-R1 est associée à celle de son ligand TRAIL.
TRAIL possède diverses fonctions dont l'induction de l'apoptose de cellules cancéreuses dans le cadre de l'immunité anti-tumorale.
TRAIL peut également réguler certaines populations immunitaires et de moduler ainsi l'intensité de la réponse inflammatoire.